# Pitcher's de Pineuilh
Uniformes
Le club des Pitcher's de Pineuilh est le premier club de baseball créé en Aquitaine le 12 juillet 1978. L'idée de création du club est venue lors d'un repas champêtre sur la région Foyenne, auquel participaient Jean Pierre Duez, Michel Sicard, Serge Roge et Didier Fournier. Ces derniers ont trouvé dans une cabane des accessoires de Base Ball certainement laissés là par des militaires Américains restés en France après la guerre. Le premier souci du club fut de créer une école de baseball, avec l’intervention d’entraîneurs américains pour la formation spécifique de lanceurs, 70 % du potentiel d’une équipe. En 1985, les Pitchers jouent leur premier tournoi international de baseball dans la catégorie cadet. En 1986, le club s’installe sur la plaine de Chury à Pineuilh, ancien terrain officiel des treizistes foyens, où il est encore à ce jour.
Le club compte actuellement 75 adhérents et présente 3 équipes dans les championnats régionaux.
Le club possède différentes sections :
- l’équipe 9u de baseball (de 6 à 9 ans) ;
- l’équipe 12u de baseball (de 9 à 12 ans) ;
- l’équipe 15u de baseball (de 12 à 15 ans) ;
- l’équipe 18u de baseball (de 15 à 18 ans) ;
- l’équipe adulte de baseball (de 18 à 99 ans).

Le club des Pitcher’s de Pineuilh dispose pour jouer :
- d’un terrain de baseball senior conforme aux distances internationales ;
- d’un terrain de baseball minime conforme aux distances internationales ;
- d’un terrain annexe non aménagé.

Ces terrains autorisent le déroulement de rencontres de haut niveau.

## Tournoi de Pâques
Chaque année à Pâques, sur 3 jours, le club des Pitchers de Pineuilh organise un tournoi cadets et minimes ouvert aux clubs et aux équipes nationales.
Le club a accueilli au cours de son existence, des participants d'Italie, Hollande, Espagne, Allemagne, ou encore des États-Unis (du New Jersey, de New York ou encore de Californie) ainsi qu'une équipe canadienne.

## Formation de joueurs
Avec 30 ans d’existence, le club des Pitchers de Pineuilh a démontré ses capacités à former des joueurs et cadres techniques de grande qualité :
De nombreux joueurs formés aux « Pitchers club » ont évolué en équipe nationale et se sont distingués au tout premier rang de l’élite du baseball français. On peut citer les fréres Meurant David, Samuel et Anthony, Christophe Sicaire, Stephen Lesfargues, Patrice Briones, Sylvain Deffieux, Cedric Fournier, Stephane Aucthaller, Sébastien Cholet.
D’autres sont présents au sein des instances dirigeantes de la Fédération Françaises de baseball et softball.

## Palmarès
- Vice-champion de France Élite : 1989.